# Distrito de Rottweil
El Distrito de Rottweil (en alemán: Landkreis Rottweil) es uno de los distritos alemanes (Kreise) del estado de Baden-Wurtemberg.

## Ciudades y municipios
- Ciudades:

1. Dornhan
2. Oberndorf am Neckar
3. Rottweil
4. Schiltach
5. Schramberg
6. Sulz am Neckar

- Municipios:

1. Aichhalden
2. Bösingen
3. Deißlingen
4. Dietingen
5. Dunningen
6. Epfendorf
7. Eschbronn
8. Fluorn-Winzeln
9. Hardt
10. Lauterbach
11. Schenkenzell
12. Villingendorf
13. Vöhringen
14. Wellendingen
15. Zimmern ob Rottweil